# Cortodera orientalis
Cortodera orientalis är en skalbaggsart som beskrevs av Karl Adlbauer 1988. Cortodera orientalis ingår i släktet Cortodera och familjen långhorningar. Inga underarter finns listade i Catalogue of Life.